# Het HOK
Het HOK is een bridgeclub in Amsterdam. De club speelt op maandagavond in Het Witte Huis. 

## De club
De club werd vernoemd naar het bekende schaakcafé De Oude Schouwburg (bijgenaamd Het Hok) in de Lange Leidsedwarsstraat (oorspronkelijk aan het Leidseplein). Toen de club zich wilde aanmelden bij de Nederlandse Bridge Bond, werd de naam niet geaccepteerd, het moest H.O.K. worden. Toen nadien werd bedacht waar die letters voor konden staan, werd de officiële naam Het Olijke Kaartertje.
De club had bij de start iets meer dan tien leden. Dat aantal is uitgegroeid tot 232 leden (2013). De clubavond is op maandag. 
Competitie
Er spelen diverse leden in de Meesterklasse, Eerste en Tweede Divisie parencompetitie. Het eerste team speelt in de Meesterklasse; drie teams spelen in de Eerste Divisie en twee teams in de Tweede Divisie. Verder spelen teams nog in de districtsklassen.

## Het Witte Huis
Het Witte Huis is een regionaal bridgecentrum. Er spelen behalve HOK ook andere bridgeclubs: Jongeren BV US Uil op dinsdag, A.B.K. op woensdag, BC Ruit op donderdag. Verder is het een locatie waar veel topspelers regelmatig met elkaar spelen.  Er worden ook veel toptoernooien gespeeld.